# Dalasi gambese
Il Dalasi gambese è la valuta ufficiale del Gambia. È suddiviso in 100 butut (pl. bututs). Il Dalasi fu adottato nel 1971 in sostituzione della sterlina gambese con un cambio di 1 sterlina = 5 dalasi, cioè 1 dalasi = 0,2 sterline = 4 shilling.
La parola è di origine mandingo ed è possibile che derivi da una storpiatura del termine dollar, dollaro.

## Monete

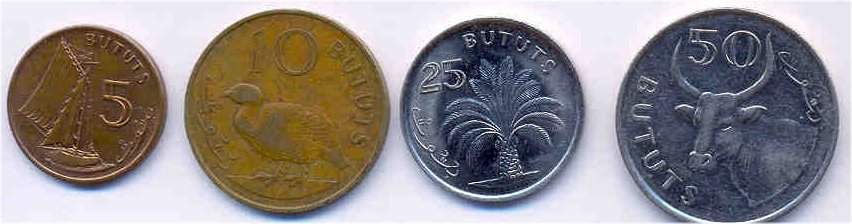
5, 10, 25, 50 butut coins

Nel 1971 furono introdotte monete da 1, 5, 10, 25 e 50 butut e da 1 dalasi. Il disegno al rovescio dei tre valori più alti fu preso dalle corrispondenti monete della moneta precedente (1, 2 e 4 scellini), e quello delle monete di minor valore da quelle da 6, 1 e 3 penny.
La nuova moneta da 1 dalasi fu introdotta nel 1987, sull'esempio della moneta da 50 penny del Regno Unito.
Attualmente sono in circolazione solo le monete da 25 e 50 butut e da 1 dalasi; l'emissione del 1998 include anche le monete da 1, 5 e 10 butut.

## Banconote
Le banconote attualmente prodotte sono: 5, 10, 25, 50 e 100 dalasi. Le banconote in circolazione sono state emesse nel 1996 e ristampate nel 2001.
Banconote da 1 dalasi furono emesse tra il 1971 ed il 1987.
Il 27 luglio 2006 furono emesse nuove banconote con disegni simili ma con nuove caratteristiche di sicurezza..
Il 15 aprile 2015, la Banca Centrale del Gambia ha introdotto una nuova serie di banconote, che include due nuove denominazioni: una banconota da 20 dalasi in sostituzione di quella da 25 dalasi ed una banconota da 200 dalasi, due volte il valore della precedente banconota con il valore più alto.

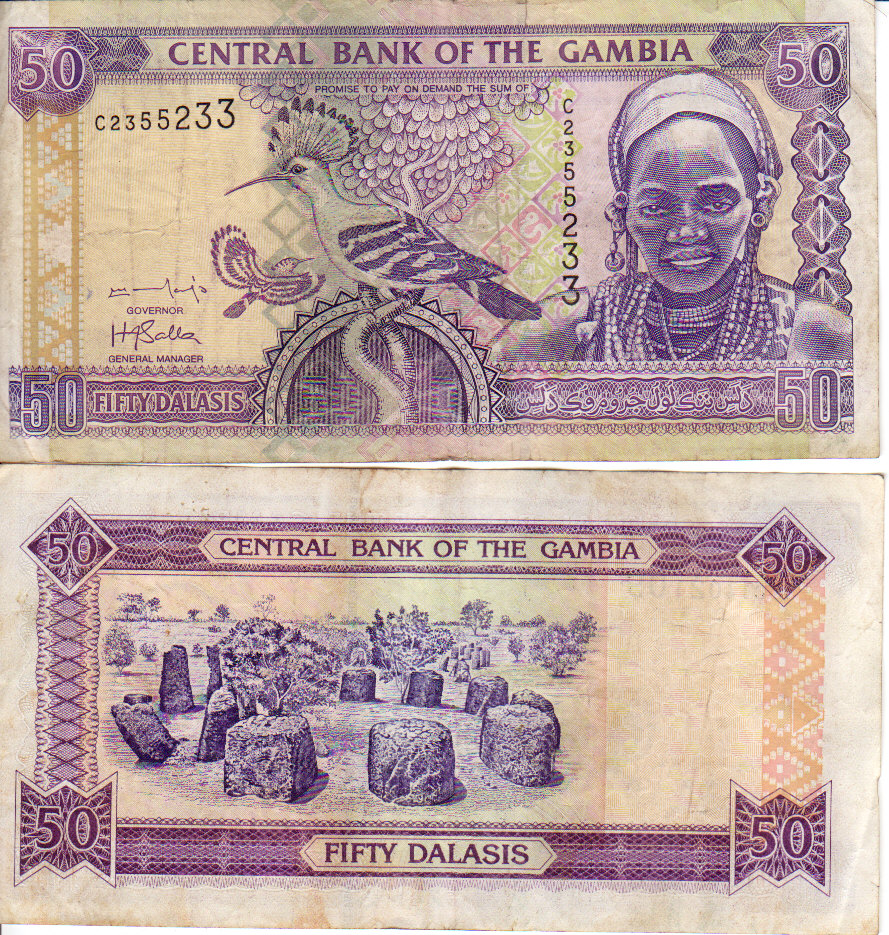
Banconota da 50 dalasi